# Acineta mireyae
Acineta mireyae är en orkidéart som beskrevs av Günter Gerlach och M.H.Weber. Acineta mireyae ingår i släktet Acineta och familjen orkidéer.
Artens utbredningsområde är Panamá. Inga underarter finns listade i Catalogue of Life.